# Peter Grigorjevič Agejev
Petr Grigorjevič Agejev, sovjetski vojaški pilot in letalski as, * 5. december 1913, Ruski imperij, † 22. avgust 1947.
Agejev je v svoji vojaški karieri dosegel 6 samostojnih in 1 skupno zračno zmago.

## Življenjepis
Sprva je bil inštruktor v Krasnodarski vojnoletalski šoli.
Od leta 1942 je bil pripadnik 182. lovskega letalskega polka PVO.
Opravil je 160 bojnih poletov.

## Odlikovanja
- heroj Sovjetske zveze
- red Lenina